# Tväråträsket, Västerbotten
Tväråträsket är en sjö i Vindelns kommun i Västerbotten och ingår i Umeälvens huvudavrinningsområde. Sjön har en area på 0,0493 kvadratkilometer och ligger 173,9 meter över havet. Sjön avvattnas av vattendraget Tvärån.

## Delavrinningsområde
Tväråträsket ingår i det delavrinningsområde (711835-168940) som SMHI kallar för Ovan Bumyrbäcken. Medelhöjden är 213 meter över havet och ytan är 19,36 kvadratkilometer. Det finns inga avrinningsområden uppströms utan avrinningsområdet är högsta punkten. Tvärån som avvattnar avrinningsområdet har biflödesordning 2, vilket innebär att vattnet flödar genom totalt 2 vattendrag innan det når havet efter 70 kilometer. Avrinningsområdet består mestadels av skog (65 procent). Avrinningsområdet har 1,08 kvadratkilometer vattenytor vilket ger det en sjöprocent på 5,6 procent. Bebyggelsen i området täcker en yta av 0,64 kvadratkilometer eller 3 procent av avrinningsområdet.